# Ducado de Santo Buono

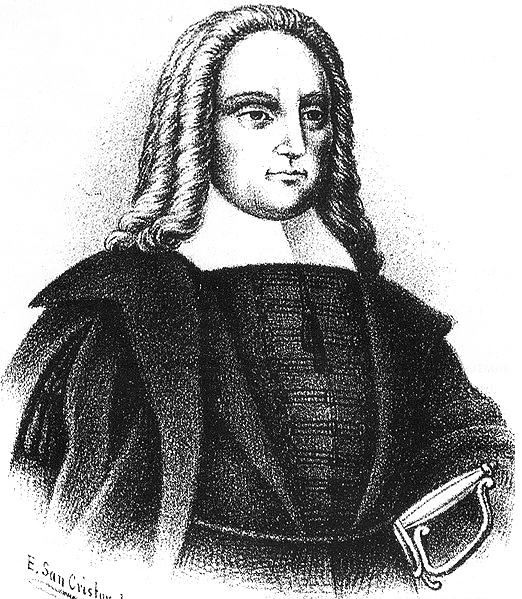
Carmíneo Nicolás Caracciolo, príncipe de Santo Buono, virrey del Perú, antepasado de los duques de Santo Buono.

El ducado de Santo Buono es un título nobiliario español creado, con esta denominación (por rehabilitación del antiguo principado de Santo Buono), por Francisco Franco, en 1958, a favor de María de la Piedad Caro y Martínez de Irujo, viii marquesa de la Romana.
María de la Piedad Caro y Martínez de Irujo, era hija de Pedro Caro y Széchényi, VI marqués de la Romana, y de María de la Piedad Martínez de Irujo y del Alcázar, quien era hija de Carlos Fernando Martínez de Irujo y McKean, ii marqués de Casa Irujo y de Gabriela del Alcázar y Vera de Aragón, viii duquesa de Sotomayor.
El título de duque de Santo Buono, se concedió como rehabilitación del antiguo principado de Santo Buono, que Felipe II, había otorgado el 25 de enero de 1590 a Juan Antonio Caracciolo, Capitán General del Perú. A este principado se le concedió la G.E. en 1712 por el rey Felipe V.

## Duques de Santo Buono
|                                     | Titular                                     | Periodo                             |
| Rehabilitación por Francisco Franco | Rehabilitación por Francisco Franco         | Rehabilitación por Francisco Franco |
| ----------------------------------- | ------------------------------------------- | ----------------------------------- |
| i                                   | María de la Piedad Caro y Martínez de Irujo | 1958-1965                           |
| ii                                  | Pedro del Alcázar y Caro                    | 1967-1996                           |
| iii                                 | Juan Pedro del Alcázar y Gómez-Acebo        | 1996-actual titular                 |

## Historia de los príncipes y duques de Santo Buono

### Príncipes de Santo Buono
- i príncipe: Juan Antonio II Caracciolo y Caracciolo de Nicastro (¿-1598), iv marqués de Bucchianico, barón de Castellone, etc., Patricio napolitano. Fue capitán general del Perú.

Casó en 1570 con Donna Diana Spinelli di Cosoleto
- ii príncipe: Marino IV Caracciolo Spinelli (¿-1625), v marqués de Bucchianico, v conde de Serino y Melito (por matrimonio), barón de Castellone, etc., Patricio napolitano. Fue gran senescal del Reino de Nápoles.

Casó con Donna Constanza Frangipani della Tolfa, Condesa hereditaria de Serino y Melito
Casó en 1597 con Donna Isabella Caracciolo, iii Duquesa de Feroleto, condesa de Nicastro y Opido. Le sucedió su hijo:
- iii príncipe: Alfonso Caracciolo y Caracciolo de Nicastro (1603-1660), duque de Castel di Sangro, vi marqués de Bucchianico, vi conde de Serino y Melito, de Capracotta y de Schiavi, barón de Castellone, etc., Patricio napolitano. Fue gran senescal del Reinco de Nápoles. Le sucedió su sobrino:

- iv príncipe: Marino V Caracciolo Loffredo de Maida (1646-1694), duque de Castel di Sangro, vii marqués de Bucchianico, conde de Capracotta y Schiavi, barón de Castellone, etc. Patricio napolitano. Fue gran senescal del Reino de Nápoles.

Casó con Donna Giovanna Caracciolo de Torella, hija del príncipe de Torella. Le sucedió su hijo:
- v príncipe: Carmíneo Nicolás Caracciolo y Caracciolo de Torella (1671-1725), duque de Castel di Sangro, viii marqués de Bucchianico, conde de Capracotta y de Schiavi, barón de Castellone, etc., Patricio napolitano, grande de España de Primera Clase. Gran senescal del Reino de Nápoles y Virrey del Perú.

Casó en 1695 con Donna Giovanna Constanza Ruffo de Bagnara, hija del duque de Bagnara.
Casó con Isabella Martínez Luzzitys. Le sucedió su hijo:
- vi príncipe: Marino VI Caracciolo Ruffo (1696-1745), duque de Castel di Sangro, ix marqués de Bucchianico, conde de Capracotta y de Schiavi, barón de Castellone, etc., grande de España, Patricio napolitano. Gran senescal del Reino de Nápoles y gentilhombre del rey.

Casó en 1723 con la princesa María Lavinia Boncompagni-Ludovisi, hija del duque de Sora y de Hipólita I, princesa soberana de Piombino. Le sucedió su hijo:
- vi príncipe: Gregorio Caracciolo Boncompagni-Ludovisi (1724-1791), duque de Castel di Sangro, x marqués de Bucchianico, conde de Capracotta y de Schiavi, barón de Castellone, etc., grande de España, Patricio napolitano. Fue gran senescal del Reino de Nápoles.

Casó en 1746 con la princesa Teresa Odescalchi, hija del duque de Bracciano. Le sucedió su hijo:
- vii príncipe: Fernando Caracciolo Odescalchi (1757-1814), duque de Castel di Sangro, xi marqués de Bucchianico, conde Capracotta y de Schiavi, barón de Castellone, etc., grande de España, Patricio napolitano. Fue el último gran senescal del Reino de Nápoles.

Casó en 1778 con María Antonia Filomarino, hija del duque de Cutrofiano y príncipe de Squinzano. Le sucedió su hermano:
- ix príncipe: Baltasar Caracciolo Odescalchi (1768-1828), duque de Castel di Sangro, xii marqués de Buchianico, conde de Capracotta y de Schiavi, grande de España, Patricio napolitano.

Casó en 1803 con María Luisa Carafa, hija del duque de Andría. Le sucedió su hijo:
- x príncipe: Francisco Caracciolo Carafa (1804-1834), duque de Castel di Sangro, xiii marqués de Bcuchianico, conde de Capracotta y de Schiavi, barón de Castellone, etc., grande de España, Patricio napolitano. Fue Gentilhombre de cámara del rey de las Dos Sicilias.

Casó en 1825 con Mariana Loffredo, vi princesa de Viggiano y de Migliano.
Con la desaparición del feudalismo en Italia en 1806 y de los reinos de Nápoles y de las Dos Sicilias, el título quedó sin efecto en Italia, aunque los descendientes directos del último príncipe (rama principal de los Caracciolo) continuaron utilizándolo.

### Duques de Santo Buono
En 1958, el título fue rehabilitado en España como ducado y con la Grandeza en favor de una descendiente de una hija menor del V príncipe:
- i duquesa: María de la Piedad Caro y Martínez de Irujo (1884-1965), viii marquesa de la Romana, Dama de la Reina Victoria Eugenia de España.

Casó con Diego del Alcázar y Roca de Togores, viii marqués de Peñafuente, xiii conde de Villamediana, viii conde del Sacro Romano Imperio. Le sucedió su hijo:
- ii duque: Pedro del Alcázar y Caro (1928-1996), iii vizconde de Tuy.

Casó con María de la Piedad Gómez-Acebo y Silvela (1930-2002). Le sucedió su hijo:
- iii duque: Juan Pedro del Alcázar y Gómez-Acebo (n. en 1956), iv vizconde de Tuy.

Casó con la súbdita austriaca, Sabine Margarita Kern Merkens.